# Ounagha
Ounagha (pronúncia: unaga; em árabe: اوناغا; romaniz.: Wanāgā; em tifinague: ⵓⵏⴰⵖⴰ) é uma comuna rural e uma pequena aldeia de Marrocos, que faz parte da província de Essaouira e da região de Marrakech-Tensift-Al Haouz. Em 2004, a comuna tinha 12 188 habitantes, dos quais 912 residiam na aldeia. Estimava-se que em 2012 a aldeia tivesse 945 habitantes.
A aldeia encontra-se na estrada entre Essaouira e Marraquexe, 25 km a leste da primeira e 165 km a oeste da segunda.